# Protérozoïque
Stratigraphie
Archéen Phanérozoïque
Précambrien
Subdivisions
- Néoprotérozoïque
- Mésoprotérozoïque
- Paléoprotérozoïque

Sur l’échelle des temps géologiques, le Protérozoïque est le dernier éon du Précambrien.
Parfois nommé Algonkien (désuet), il couvre à lui seul près de la moitié du temps d’existence de la planète Terre, entre l’Archéen et le Phanérozoïque. Divisé en trois ères, il est marqué par plusieurs événements précis relativement bien connus des paléontologues et géologues mais dont la datation est approximative.
Classiquement, cet éon finit au début du Cambrien, à partir du moment où les premiers fossiles d’animaux connus sous les noms de trilobites apparaissent. Dans la seconde moitié du XXe siècle des fossiles de trilobites ont été découverts dans des roches datant du Précambrien mais la fin du Protérozoïque est restée fixée au début du Cambrien.
Il s’étend de 2 500 à 541 millions d’années.
Les évènements les mieux identifiés sont :
- la transition vers une atmosphère oxygénée, qui se produit probablement durant le Paléoprotérozoïque, ce qu'on appelle la Grande Oxydation ;
- plusieurs glaciations, dont la plus sévère se produit durant le Néoprotérozoïque ;
- la période de l'Édiacarien, où l’évolution d’organismes à corps mou s’accélère.

Au cours de cet éon, les noyaux continentaux, également appelés boucliers continentaux, apparus durant l’Archéen, montrent une forte croissance. À la fin du Protérozoïque, le volume de la masse continentale se stabilise.

## Étymologie
Le terme Protérozoïque est composé des mots πρότερος, protéros (« de devant, d'avant ») et ζῶον, dzôon (« animal ») issus du grec ancien. Le Protérozoïque correspond littéralement aux « premières formes de vie ».

## Subdivisions
Contrairement aux ères qui suivent le Protérozoïque, et sauf pour la dernière période le constituant, l'Édiacarien, ses bornes sont définies non pas par des stratotypes mais par des bornes chronologiques absolues. Trois ères constituent le Protérozoïque :
| Néoprotérozoïque   |                  |
| Édiacarien         | (635-541 Ma)     |
| Cryogénien         | (850-635 Ma)     |
| Tonien             | (1 000-850 Ma)   |
| Mésoprotérozoïque  |                  |
| Sténien            | (1 200-1 000 Ma) |
| Ectasien           | (1 400-1 200 Ma) |
| Calymmien          | (1 600-1 400 Ma) |
| Paléoprotérozoïque |                  |
| Stathérien         | (1 800-1 600 Ma) |
| Orosirien          | (2 050-1 800 Ma) |
| Rhyacien           | (2 300-2 050 Ma) |
| Sidérien           | (2 500-2 300 Ma) |

## Enregistrements géologiques
Les enregistrements géologiques du Protérozoïque sont de bien meilleure qualité que ceux de l’Archéen. En contraste avec les dépôts en eaux profondes de l’Archéen, le Protérozoïque est caractérisé par de nombreuses strates provenant de mers épicontinentales contenant des roches moins fréquemment métamorphisées que celles de l’Archéen. L’étude de ces roches montre que cet éon est caractérisé par une accrétion continentale très rapide, qui est unique dans l'histoire de la Terre, des cycles de création de supercontinent et une orogenèse déjà moderne.
Les premières glaciations se produisent durant cet éon, l'une commence dès le début du Paléoprotérozoïque (glaciation huronienne). La plus sévère, la glaciation Varanger se produit quant à elle bien plus tard au Néoprotérozoïque et notamment pendant la période du Cryogénien.

## Atmosphère
L’augmentation du taux d’oxygène dans l’air est un des évènements les plus importants de cet éon. Si l’apparition de la photosynthèse date probablement de l’Archéen, le taux d’oxygène dans l’atmosphère n’augmente pas de façon significative avant que les puits chimiques (océans, soufre et fer non oxydés) ne soient saturés. Il y a 2,3 milliards d’années, l’atmosphère contient environ 1 à 2 % d’oxygène, les formations ferrifères rubanées sont, eux aussi, d'efficaces puits chimiques à oxygène. L’accumulation d’oxygène dans l’air montre un plateau il y a 1,9 milliard d’années, probablement du fait d'un meilleur mélange de l’eau dans la zone pélagique.
Les couches rouges, colorées par de l'hématite, indiquent une augmentation du taux d’oxygène après 2 milliards d’années ; on n'en trouve pas dans des terrains plus anciens. L’oxygénation de l’atmosphère est probablement due à deux facteurs : le comblement des puits chimiques et une augmentation de l’emprisonnement des dépôts carbonés qui séquestrent des composés organiques qui auraient été, sinon, oxydés par l’oxygène contenu dans l’atmosphère.

## Vie

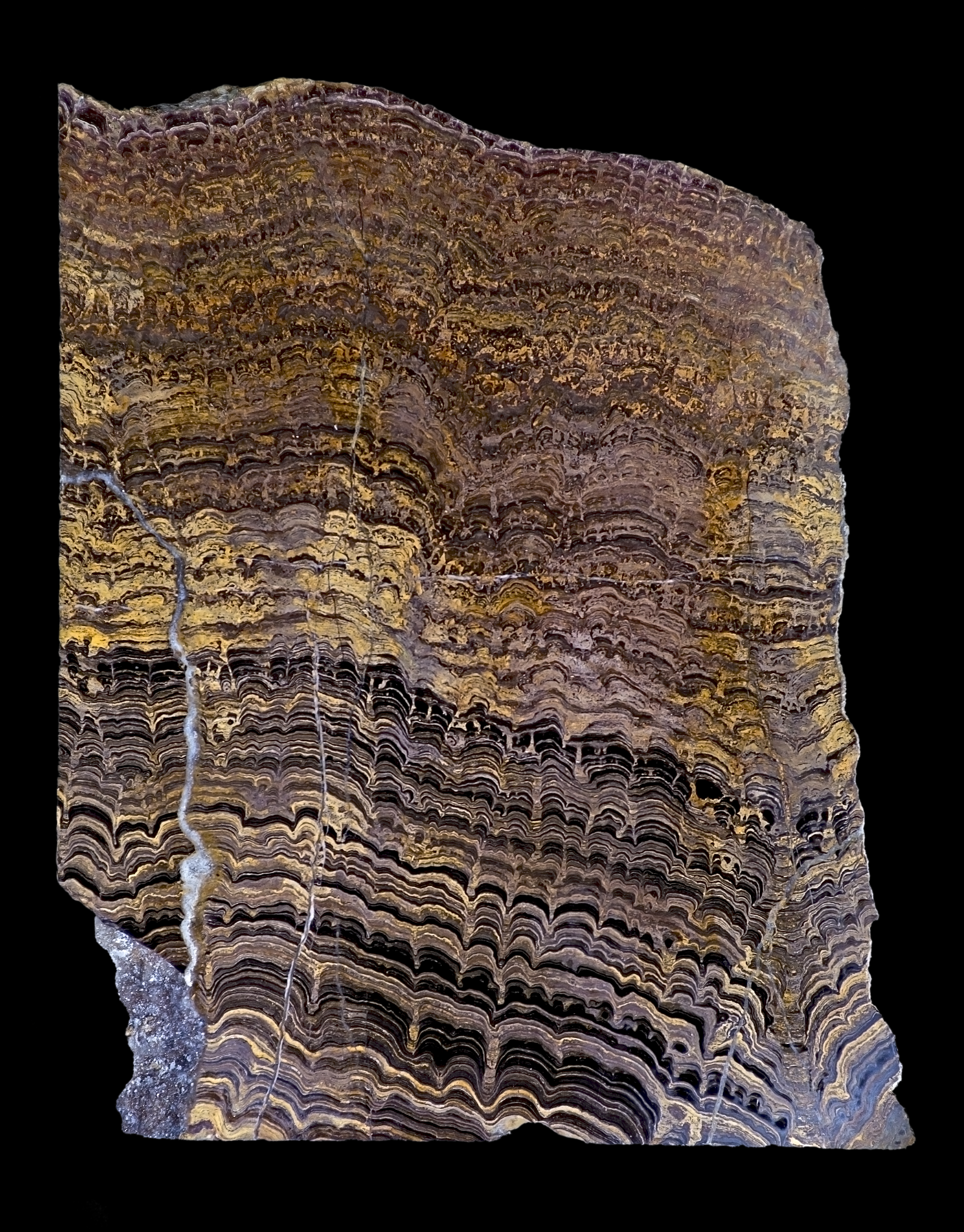
Stromatolithes du Paléoprotérozoïque, Bolivie, Amérique du Sud.

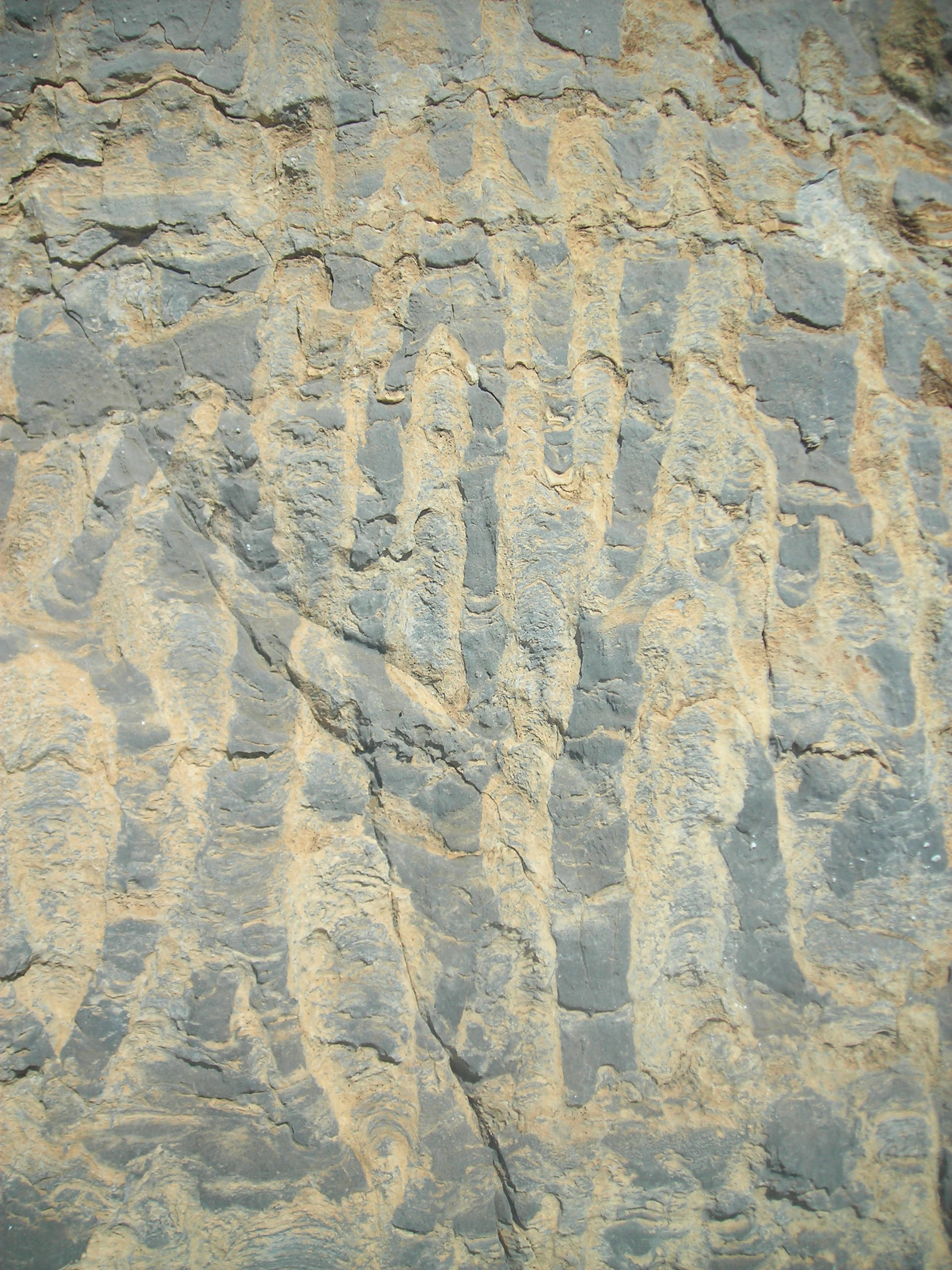
Stromatolithes du Paléoprotérozoïque, Namibie, Afrique.

Les premières formes avancées de vie mono et multicellulaires coïncident approximativement avec le début de l’accumulation d’oxygène, peut-être due à la présence de nitrates oxydés, que les eucaryotes peuvent utiliser, à la différence des cyanobactéries. Les plus anciennes formes multicellulaires, datées d'environ 2,2 milliards d'années, ont été découvertes au Gabon et forment le groupe fossile de Franceville. C’est aussi pendant le Protérozoïque que les premières relations endosymbiotiques entre les mitochondries (pour presque tous les eucaryotes), les chloroplastes (pour les plantes et certains protistes) et leurs hôtes évoluent.
L’expansion des eucaryotes, notamment des acritarches, n’exclut pas celle des cyanobactéries, les stromatolithes atteignent leur diversité et abondance maximales il y a 1,2 milliard d’années.
Classiquement la limite du Protérozoïque et du Phanérozoïque est marquée par l’apparition des premiers trilobites et d’archéocyathidés. Dans la seconde moitié du XXe siècle de nouvelles découvertes font reculer cette limite mais la base du Phanérozoïque n’est pas modifiée.